# 神話作用 (書籍)
神話作用はロラン・バルトによる1957年の本である。それは現代の神話を生み出す同時代の社会的価値体系の傾向を確かめる、Les Lettres Nouvellelsから採られた随筆の寄せ集めである。記号が神話の水準まで引き上げられるところの第二の水準を加えることによって、フェルディナン・ド・ソシュールの記号の分析の体系を更新する、神話創出の過程の記号学もバルトは注目する。

## 日本語訳
- 篠沢, 秀夫『神話作用』現代思潮社、1980年。ISBN 4-329-00059-8。
- 新訳『現代社会の神話　ロラン・バルト著作集3』、下沢和義訳、みすず書房、2005年